# Граф Калиостро (повесть)
«Граф Калио́стро» — короткая повесть или рассказ, написанный Алексеем Николаевичем Толстым в 1921 году.
Впервые под заглавием «Лунная сырость» опубликована в одноимённом сборнике (Берлин, 1922). Отдельным изданием (под названием «Счастье любви») вышла в издательстве «Свободная Россия» (Владивосток, 1922).
Окончательное заглавие — «Граф Калиостро» — появилось в процессе подготовки 15-томного собрания сочинений А. Н. Толстого (ГИЗ, 1927—1931).

## Сюжет
После внезапной кончины владелицы усадьбы Белый ключ Прасковьи Тулуповой её имение перешло по наследству троюродному брату княгини — 19-летнему Алексею Федяшеву, который, оставив военную службу в Петербурге, перебрался в Смоленскую губернию вместе со своей тёткой Федосьей Ивановной.
Замкнутость и рассеянность племянника всерьёз беспокоили Федосью Ивановну, однако беседы о необходимости жениться решительно пресекались молодым человеком: брак он воспринимал как рутину, мечтал о «нечеловеческой страсти», а идеал женской красоты видел в портрете Прасковьи Павловны Тулуповой.

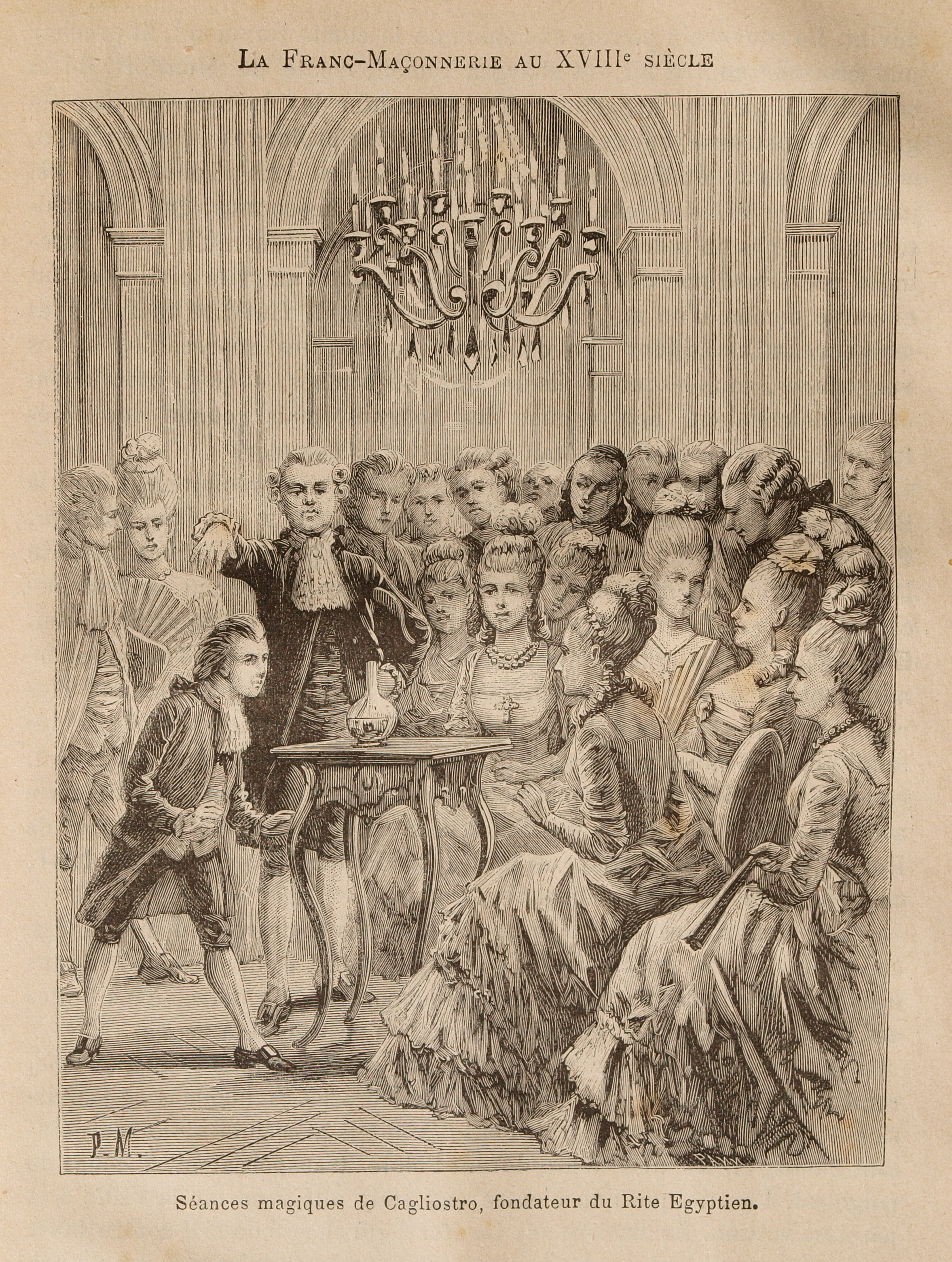
Сеанс магии Калиостро. Иллюстрация из книги Лео Таксиля «Тайны франкмасонства». 1886

Однажды Федосья Ивановна получила письмо от петербургского родственника, который сообщал, что в столице обсуждают недавний визит господина Калиостро. Он побывал в Петербурге под псевдонимом граф Феникс, провёл ряд сеансов и, возможно, остался бы в императорском дворце, если бы не «свирепая страсть», которой воспылал к его жене князь Потёмкин. После неудачной попытки Потёмкина похитить красавицу, Калиостро с женой немедленно покинули столицу.
На следующий день во время грозы в имении Федяшева появились гости, у которых сломалась карета. Их было трое: плотный кавалер в огромном парике, его печальная жена Мария и слуга-эфиоп Маргадон. За обедом мужчина представился: граф Феникс. На Федяшева знакомство с Калиостро произвело огромное впечатление, однако на просьбу юноши оживить портрет Прасковьи Тулуповой гость отреагировал туманными рассуждениями о том, что при материализации чувственных идей иногда случаются роковые просчёты.
Ответ Калиостро обескуражил Федяшева, но назавтра он забыл о своей мечте: отныне его мысли занимала только жена графа, с которой Алексей Алексеевич случайно встретился в саду. Из разговора с ней Федяшев узнал, что замуж Мария вышла рано, три года путешествует с графом по свету и чувствует себя очень одинокой.
Поняв, что между хозяином имения и молодой женщиной возникли тёплые отношения, Калиостро сообщил, что готов произвести полную материализацию Прасковьи Тулуповой. После сеанса от полотна отделилась жеманная женщина, показавшаяся Федяшеву весьма далёкой от его прежней мечты. Пытаясь избавиться от капризной назойливой дамы, Алексей Алексеевич решился на крайнюю меру: устроил пожар. В момент всеобщей паники он попросил Марию ждать его на мостике, а сам со шпагой бросился в библиотеку. Борьба между Федяшевым и Калиостро завершилась тем, что графа вместе с Маргадоном в телеге отправили в Смоленск.
После этих событий Мария больше месяца пребывала в горячке; придя в себя, она не сразу вспомнила, где находится. Ночью, сидя с ней возле камина, Алексей осознал, что все его прежние грёзы ушли в прошлое — осталось только счастье живой любви.

## История создания
Исследователи уверены, что А. Н. Толстой был далёк от мистики и оккультизма, которыми в начале XX века увлекались многие его современники. Илья Эренбург вспоминал, что однажды, когда среди литераторов зашёл разговор о Блаватской и Штейнере, писатель неудачно попытался поддержать беседу рассказом о перевоплощении египтян и быстро осёкся, поняв, что не знаком с темой.
Этот конфуз, по замечанию литературоведа Мирона Петровского, заставил А. Н. Толстого перед началом работы над «Графом Калиостро» тщательно изучить все доступные источники, связанные с магическими технологиями. Кроме того, часть материала для создания образа графа Феникса автор почерпнул из очерков Владимира Зотова «Калиостро, его жизнь и пребывание в России» («Русская старина», 1875, № 12) и Евгения Карновича «Калиостро в Петербурге» («Древняя и Новая Россия», 1875, № 2). Реальные факты, взятые из биографии авантюриста Джузеппе Бальзамо, писатель дополнил теми сценами, что возникли в его воображении.
История пребывания графа Калиостро в имении помещика Федяшева в Смоленской губернии изначально задумывалась как пьеса; позже автор трансформировал её в прозаическое произведение.
Работа над «Графом Калиостро» началась в конце 1918 — начале 1919 года в Одессе, а завершилась в 1921 году в Париже.

## Художественные особенности
За три года до выхода «Графа Калиостро» Михаил Кузмин написал роман «Чудесная жизнь Иосифа Бальзамо, графа Калиостро», герой которого серьёзно отличается от персонажа, созданного А. Н. Толстым. Если у Кузмина Калиостро благороден и несчастен, то у Толстого — «настоящий злодей». Вопрос о том, был ли он реальным магом, или же обитатели усадьбы в Смоленской губернии столкнулись с мошенником, остаётся без ответа. Толстой не жалеет своего героя, принуждая его в конце повести спасаться бегством:
Он смешон и жалок перед нормальными людьми и их живым взаимным чувством. <...> Обычная, естественная любовь оказывается сильнее и выше не только мечтательности, но и магии.
Хороший урок получает и Алексей Федяшев, который приходит к пониманию, что оживление «бездушной мечты» чревато страшными последствиями. Молодой идеалист испытывает настоящее потрясение, когда из портрета появляется злобная кривляющаяся женщина, которую Калиостро называет «отменным кадавром». Толстой с его «издевательской насмешкой над символистским кокетливым заигрыванием с потусторонними силами» мог бы, по мнению Мирона Петровского, присоединиться к этой оценке. Спустя годы писатель развил тему, создав в сказке «Золотой ключик, или Приключения Буратино» пародию на магический сеанс:
Превращение полена в человечка — сказочный пародийный эквивалент оживления портрета в «Графе Калиостро».

## Адаптации
В 1983 году в Камерном музыкальном театре состоялась премьера комической оперы Микаэла Таривердиева «Граф Калиостро» (постановщик — Борис Покровский). Автор либретто Николай Кемарский взял за основу повесть А. Н. Толстого и перенёс действие в XX век. По словам Микаэла Таривердиева, это была попытка возродить жанр комической оперы «в чистом виде»:
В «Графе Калиостро» мне хотелось приблизить музыкальный язык оперы к современной городской интонации и сегодняшней музыкальной среде, а с другой стороны, это должно было быть помножено на шутливую комическую имитацию музыки восемнадцатого века.
Через год вышел фильм Марка Захарова «Формула любви». Картина была поставлена по мотивам повести «Граф Калиостро», однако, по предположению киноведа Нонны Ермиловой, автор сценария Григорий Горин использовал в работе ещё и книгу Михаила Кузмина «Чудесная жизнь Иосифа Бальзамо». Отличие ленты от повести А. Н. Толстого заключается в том, что серьёзное и мрачноватое произведение на экране перевоплотилось в лирическую комедию:
Смысл его не потерялся, просто всё зазвучало немного иначе, легче, тоньше, печальнее и смешнее одновременно.
Фильм имел огромный успех среди телезрителей, текст его был разобран на цитаты.